# Авария Ту-104 в Ржевке
Авария Ту-104 в Ржевке — авиационная авария, произошедшая 18 мая 1963 года в окрестностях Ленинграда близ аэропорта Пулково. Авиалайнер Ту-104Б Ленинградского ОАО авиакомпании «Аэрофлот» выполнял грузовой рейс по маршруту Ташкент — Куйбышев — Ленинград, но при заходе на посадку в Ленинградском аэропорту Пулково самолёт упал в лес и разрушился. Никто из 8 членов экипажа и пассажиров не погиб.

## Самолёт
Ту-104Б с бортовым номером 42483 (заводской — 021501, серийный — 15-01) выпущен Казанским авиационным заводом в 1960 году и 23 июля передан Главному управлению гражданского воздушного флота, которое направило его в Северное территориальное управление гражданского воздушного флота. Авиалайнера имел салон на 100 мест.

## Хронология событий
Ту-104Б борт СССР-42483 должен был выполнить рейс из Ташкента в Ленинград с посадкой в а/п Куйбышев (Курумоч) для выполнения внерейсового полета с целью перевозки груза. В 20:07 самолёт вылетел из а/п Курумоч на Ленинград.
Прогноз погоды по маршруту с 20 до 23 часов предусматривал: полет в высоком гребне, облачность 7-10 баллов кучевая, мощно-кучевая с верхней границей 8-9 км, тропопауза 10-11 км, в конце маршрута фронтальная гроза.
По пункту посадки а/п Ленинград (Шоссейная) с 21 до 24 часов предусматривалось: облачность 4-7 баллов слоисто-кучевая высотой 600—1000 м, дымка, видимость 4-6 км, ветер 240—260° 2-5 м/с.
К моменту прилета самолёта в Ленинград, около 21:45, руководитель полетов и инженер-синоптик АМСГ с КДП наблюдали резкое ухудшение погоды в западном секторе района аэродрома. Уточняя прогноз погоды с 21 до 24 часов по а/п Ленинград, инженер-синоптик АМСГ в 21:50 дала штормовое предупреждение, в котором с 22:20 до 00:00 предусматривалось: облачность 4-7 баллов разорванно-дождевая высотой 100—150 м, дымка, видимость 1000—1500 м, высота разорванно-слоистой облачности ниже 100 м.
Фактическая погода в а/п Ленинград за 21:50, по наблюдениям с РСП-4, была: высота облачности 100 м, видимость 1700 м. Таким образом, было очевидно, что ухудшение погоды уже наступило, однако инженер-синоптик АМСГ не изменила начала действия штормового предупреждения.
Руководитель полетов, основываясь на консультации инженера-синоптика АМСГ и штормовом предупреждении, направил на запасные аэродромы самолёты, находящиеся в зоне ГРДП, а находящиеся в зоне АДС самолёты Ил-18 и Ту-104 решил принять на а/д Шоссейная.
В 21:52 произвел посадку самолёт Ил-18, экипаж которого доложил, что на курсе посадки облачность 300 м, видимость хорошая. На основании доклада экипажа Ил-18 об облачности и горизонтальной видимости, которая на посадочной прямой была выше минимума № 1, руководитель полетов разрешил заход на посадку самолёта Ту-104.
В 21:56 экипажу Ту-104 передана фактическая погода а/п Ленинград за 21:50: давление 755,6 мм рт. ст., ветер 300° 3 м/с, видимость 1700 м, нижняя кромка 100 м.
Заход на посадку командир корабля производил с прямой. Полет самолёта до БПРМ и пролёт его с МК=315° был выполнен визуально, строго по курсу и глиссаде, о чём экипаж получил подтверждение от диспетчера посадки. В районе между ДПРМ и БПРМ самолёт, находясь на заданном курсе и глиссаде, неожиданно для экипажа вошел в дымку с видимостью 2-3 км. Экипаж, будучи неподготовленным к полетам по приборам, при переходе от визуального полета к инструментальному допустил потерю высоты самолёта, в связи с чем получил указание от диспетчера посадки «Уменьшите снижение». Для выхода на глиссаду командир корабля перевел самолёт на увеличенный угол атаки, не меняя при этом режима работы двигателей, который был 3300 об/мин. Это привело к потере скорости с 280 до 250 км/ч и резкому увеличению вертикальной скорости снижения до 18 м/с при угле планирования 12-13°. В результате самолёт в трехточечном положении приземлился на траверзе БПРМ, в 180 м левее оси ВПП, и при дальнейшем продвижении разрушился. Члены экипажа и сопровождающие груз пассажиры получили ранения и ушибы.